# Хейккинен, Илкка
Илькка Хейккинен, (фин. Ilkka Heikkinen; 13 ноября 1984, Раума) — финский хоккеист, защитник. Воспитанник клуба «Лукко».

## Карьера
Илкка Хейккинен начал свою профессиональную карьеру в 2003 году в составе клуба UJK во втором финском дивизионе. В том же году он дебютировал в SM-liiga в составе родного клуба «Лукко». В 2007 году, после 4 сезонов, проведённых в Рауме, Иллка перешёл в столичный ХИФК, где провёл следующие 2 сезона, став одним из основных защитников клуба. В сезоне 2007/08 Хейккинен стал лучшим ассистентом среди защитников лиги, сделав 28 результативных передач.
20 мая 2009 года Иллка подписал однолетний контракт с клубом НХЛ «Нью-Йорк Рейнджерс». После того как он дебютировал в составе фарм-клуба «Рейнджерс» «Хартфорд Вулф Пэк» в АХЛ, он принял участие в своей первой игре в НХЛ 5 декабря 2009 года. В том матче «Нью-Йорк» обыграл «Баффало Сейбрз» со счётом 2:1. Всего в составе «рейнджеров» Хейккинен сыграл 7 матчей, проведя большую часть сезона в АХЛ.
21 мая 2010 года Иллка вернулся в Европу, заключив однолетнее соглашение с Новосибирской «Сибирью». В своём первом сезоне в КХЛ Хейккинен набрал 22 (7+15) очка в 53 проведённых матчах. Тем не менее, 29 апреля 2011 года Илкка подписал контракт с новичком Шведской элитной серии «Векшё Лейкерс», в составе которого в сезоне 2011/12 стал лучшим снайпером среди защитников лиги, записав на свой счёт 33 (18+15) результативных балла в 55 проведённых матчах.
18 апреля 2012 года Хейккинен покинул шведский клуб и заключил двухлетнее соглашение с клубом Швейцарской национальной лиги «Лугано». В 2014 году подписал двухлетний контракт с «Салаватом Юлаевым». Провёл в клубе один сезон, после чего клуб расторг с ним контракт.

### Международная
В составе сборной Финляндии Илкка Хейккинен принимал участие в этапах Еврохоккейтура в сезонах 2007/08 и 2011/12, на которых он провёл 8 матчей и набрал 2 (0+2) очка.

## Достижения
- Лучший ассистент-защитник чемпионата Финляндии 2008.
- Лучший снайпер-защитник чемпионата Швеции 2012.

## Статистика
| Легенда | Легенда                    | Легенда | Легенда                   | Легенда | Легенда    |
| ------- | -------------------------- | ------- | ------------------------- | ------- | ---------- |
| И       | Количество проведённых игр | Штр     | Штрафное время            | +/−     | Плюс-минус |
| Г       | Голы                       | П       | Голевые передачи          | О       | Очки       |
| -       | Статистика неизвестна      | —       | Статистика не учитывалась |         |            |